# Football Club Volendam 2008-2009

## Rosa
| N. |                        | Ruolo | Calciatore           |
| -- | ---------------------- | ----- | -------------------- |
|    | Paesi Bassi (bandiera) | P     | Paul Kok             |
|    | Paesi Bassi (bandiera) | P     | Harmen Kuperus       |
|    | Paesi Bassi (bandiera) | P     | Robbin Ruiter        |
|    | Paesi Bassi (bandiera) | P     | Jeroen Verhoeven     |
|    | Paesi Bassi (bandiera) | D     | Tim Bakens           |
|    | Paesi Bassi (bandiera) | D     | Mathieu Boots        |
|    | Paesi Bassi (bandiera) | D     | Gerry Koning         |
|    | Suriname (bandiera)    | D     | Kelvin Maynard       |
|    | Paesi Bassi (bandiera) | D     | Aaron Meijers        |
|    | Paesi Bassi (bandiera) | D     | Henny Schilder       |
|    | Paesi Bassi (bandiera) | D     | Marijn Sterk         |
|    | Paesi Bassi (bandiera) | D     | Maikel van der Werff |
|    | Turchia (bandiera)     | D     | Hamit Yildiz         |

| N. |                        | Ruolo | Calciatore         |
| -- | ---------------------- | ----- | ------------------ |
|    | Paesi Bassi (bandiera) | C     | Paul de Lange      |
|    | Paesi Bassi (bandiera) | C     | Furdjel Narsingh   |
|    | Paesi Bassi (bandiera) | C     | Arvid Smit         |
|    | Rep. Ceca (bandiera)   | C     | Vít Valenta        |
|    | Paesi Bassi (bandiera) | C     | Yannick de Wit     |
|    | Paesi Bassi (bandiera) | A     | Dominique van Dijk |
|    | Paesi Bassi (bandiera) | A     | Bas Ent            |
|    | Paesi Bassi (bandiera) | A     | Bernard Hofstede   |
|    | Capo Verde (bandiera)  | A     | Cecilio Lopes      |
|    | Paesi Bassi (bandiera) | A     | Melvin Platje      |
|    | Paesi Bassi (bandiera) | A     | Gerson Sheotahul   |
|    | Paesi Bassi (bandiera) | A     | Jack Tuyp          |
|    | Paesi Bassi (bandiera) | A     | Rowin van Zaanen   |